# Gonzo Suárez
Gonzalo "Gonzo" Suárez Girard (Barcelona, España, 1963) es director de juegos y en su currículo consta haber "dirigido y diseñado" la exitosa serie de juegos Commandos, llevada a cabo por la desarrolladora de juegos española Pyro Studios.

## Biografía

### Primeros años de vida
A muy temprana edad (14 años) empezó a trabajar en la producción publicitaria y más tarde en el cine donde 'coincidió' con su padre, el cineasta Gonzalo Suárez. Colaboró hasta 1984 en películas como Epílogo, o Los pazos de Ulloa.
Más tarde a los 16 años descubrió los ordenadores, primero un Sinclair ZX81 y después un Spectrum con el que haría sus primeros intentos de desarrollo de juegos.

### De adolescente a director
En 1985 pasa a formar parte del equipo de la legendaria Opera Soft. Ahí comparte filas con grandes desarrolladores de juegos como Paco Suárez, Paco Menéndez, José Antonio Morales o Pedro Ruiz.
En Opera estuvo hasta 1989, tiempo en el que desarrolló Goody, Sol negro, Mot y Crazy Billiards, este último nunca salió al mercado.
Después de Opera se une a Javier Fáfula con el que programa versiones de juegos para Dinamic entre otros, y durante ese año desarrolla el juego Arantxa Sánchez Vicario Tenis para la división interactiva de Zafiro (sello discográfico).
Durante una temporada se dedica al desarrollo de aplicaciones para diseño gráfico para terminales CPT1 conocido como Ibertex, compaginándolo con conversiones de juegos inter-plataformas.
En 1996 forma Arvirago Software con Diego Soriano, Javier Arévalo y Jon Beltrán de Heredia, donde desarrollan el prototipo Head Hunter. El prototipo nunca se desarrolló.
Más tarde se une como socio a la iniciativa empresarial de Ignacio y Javier Pérez para formar Pyro Studios, donde dirige y diseña los juegos Commandos, su posterior expansión y Commandos 2. Ambientados en la Segunda Guerra Mundial. Commandos se convertiría en uno de los videojuegos comerciales más vendidos de la historia del software español a nivel mundial, y probablemente en el más aclamado y recordado por crítica y público.

### Actualmente
En el 2003 decide abandonar la empresa Pyro Studios junto Jon Beltrán de Heredia y Raúl Herrero, creando Arvirago Entertainment con la colaboración de José López-Gallego, donde trabajan en su nuevo proyecto The Lord of the Creatures. El proyecto se cancela después de dos años de negociación con Atari por el cierre de la distribuidora. 
En septiembre de 2008 actúa como uno de los principales promotores de la formación del DEV Asociación de Empresas de Videojuegos. Con la que consiguen que la Comisión de cultura del Congreso proponga al gobierno un "proyecto no de ley" donde se reconozca el videojuego como fenómeno cultural. La votación es unánime a favor y el ministerio de cultura acepta el videojuego como un apartado oficial de la cultura española.
En diciembre de 2008, Digital Legends compra los derechos del Lord of the Creatures para iPhone y iPad, asumiendo el desarrollo en dichas plataformas.
Junto a Iván Lobo (director de GAMELAB), encabeza la iniciativa de proponer a Shigeru Miyamoto al premio Príncipe de Asturias de comunicación en mayo de 2010, quedando a tres votos de conseguirlo (finalmente se le concedió en 2012).
En el 2010 presenta junto a la ministra de Cultura Ángeles González-Sinde la que será la Academia de las ciencias interactivas asumiendo la vicepresidencia de la misma.
De forma paralela desarrolla una actividad como fotógrafo.

## Juegos
| Año  | Título                             | Plataforma                                         | Compañía          |
| ---- | ---------------------------------- | -------------------------------------------------- | ----------------- |
| 1987 | Goody                              | Spectrum, Amstrad CPC, PCW, MSX, MSX-2 y PC (CGA). | Opera Soft        |
| 1988 | Sol negro                          | Spectrum, Amstrad, MSX, Atari ST, Amiga y PC (EGA) | Opera Soft        |
| 1989 | Mot                                | Spectrum, Amstrad, C64, MSX, Atari ST, Amiga y PC  | Opera Soft        |
| 1989 | Crazy Billiards                    | No llegó a ser publicado                           | Opera Soft        |
| 1990 | Arantxa Sánchez Vicario Tennis     | No llegó a ser publicado                           | zafiro soft       |
| 1996 | Head Hunter                        | Prototipo, no llegó a ser desarrollado             | Arvirago Software |
| 1998 | Commandos: Behind Enemy Lines      | PC-Windows                                         | Pyro Studios      |
| 1999 | Commandos: Beyond the Call of Duty | PC-Windows                                         | Pyro Studios      |
| 2002 | Commandos 2: Men of Courage        | PC-Windows, PS2, Xbox                              | Pyro Studios      |
| 2007 | The Lord Of The Creatures          | Prototipo, no llegó a ser terminado ni publicado   | Arvirago          |